# Mistrzostwa Europy juniorów w pływaniu
Mistrzostwa Europy juniorów w pływaniu znane też jako mistrzostwa Europy juniorów w sportach wodnych, to zawody pływackie. Ich organizatorem jest Europejska Federacja Pływacka. Zawody odbywają się na długim basenie (50-metrowym). Startują w nich zawodniczki 15-16 letnie i zawodnicy 17-18 letni. Ten przedział wiekowy był aktualny do 2015 roku.

## Historia mistrzostw
Zawody początkowo rozgrywane były co 2 lata, a od 1982 r. odbywają się co roku.
| Edycja | Rok  | Gospodarz         | Państwo         | Wyniki |
| ------ | ---- | ----------------- | --------------- | ------ |
| 1.     | 1967 | Linköping         | Szwecja         | więcej |
| 2.     | 1969 | Wiedeń            | Austria         | więcej |
| 3.     | 1971 | Rotterdam         | Holandia        | więcej |
| 4.     | 1973 | Leeds             | Wielka Brytania | więcej |
| 5.     | 1975 | Genewa            | Szwajcaria      | więcej |
| 6.     | 1976 | Oslo              | Norwegia        | więcej |
| 7.     | 1978 | Florencja         | Włochy          | więcej |
| 8.     | 1980 | Skövde            | Szwecja         | więcej |
| 9.     | 1982 | Innsbruck         | Austria         | więcej |
| 10.    | 1983 | Miluza            | Francja         | więcej |
| 11.    | 1984 | Luksemburg        | Luksemburg      | więcej |
| 12.    | 1985 | Genewa            | Szwajcaria      | więcej |
| 13.    | 1986 | Berlin Wschodni   | NRD             | więcej |
| 14.    | 1987 | Rzym              | Włochy          | więcej |
| 15.    | 1988 | Amersfoort        | Holandia        | więcej |
| 16.    | 1989 | Leeds             | Wielka Brytania | więcej |
| 17.    | 1990 | Dunkierka         | Francja         | więcej |
| 18.    | 1991 | Antwerpia         | Belgia          | więcej |
| 19.    | 1992 | Leeds             | Wielka Brytania | więcej |
| 20.    | 1993 | Stambuł           | Turcja          | więcej |
| 21.    | 1994 | Pardubice         | Czechy          | więcej |
| 22.    | 1995 | Genewa            | Szwajcaria      | więcej |
| 23.    | 1996 | Kopenhaga         | Dania           | więcej |
| 24.    | 1997 | Glasgow           | Wielka Brytania | więcej |
| 25.    | 1998 | Antwerpia         | Belgia          | więcej |
| 26.    | 1999 | Moskwa            | Rosja           | więcej |
| 27.    | 2000 | Dunkierka         | Francja         | więcej |
| 28.    | 2001 | Malta             | Niemcy          | więcej |
| 29.    | 2002 | Linz              | Austria         | więcej |
| 30.    | 2003 | Glasgow           | Wielka Brytania | więcej |
| 31.    | 2004 | Lizbona           | Portugalia      | więcej |
| 32.    | 2005 | Budapeszt         | Węgry           | więcej |
| 33.    | 2006 | Palma de Mallorca | Hiszpania       | więcej |
| 34.    | 2007 | Antwerpia         | Belgia          | więcej |
| 35.    | 2008 | Belgrad           | Serbia          | więcej |
| 36.    | 2009 | Praga             | Czechy          | więcej |
| 37.    | 2010 | Helsinki          | Finlandia       | więcej |
| 38.    | 2011 | Belgrad           | Serbia          | więcej |
| 39.    | 2012 | Antwerpia         | Belgia          | więcej |
| 40.    | 2013 | Poznań            | Polska          | więcej |
| 41.    | 2014 | Dordrecht         | Holandia        | więcej |
| 42.    | 2015 | Baku              | Azerbejdżan     | więcej |
| 43.    | 2016 | Hódmezővásárhely  | Węgry           | więcej |
| 44.    | 2017 | Netanja           | Izrael          | więcej |
| 45.    | 2018 | Helsinki          | Finlandia       | więcej |
| 46.    | 2019 | Kazań             | Rosja           | więcej |
| 47.    | 2020 | Aberdeen          | Wielka Brytania | więcej |
| 48.    | 2021 | Rzym              | Włochy          | więcej |

## Konkurencje mistrzostw
Konkurencje rozgrywane są w kategorii kobiet i mężczyzn. Są to:
- pływanie
- skoki do wody
- pływanie synchroniczne

## Rekordy mistrzostw

### Mężczyźni
| Konkurencja               | Czas     | Zawodnik                                                                                          | Reprezentacja   | Data            | Mistrzostwa   |       |
| ------------------------- | -------- | ------------------------------------------------------------------------------------------------- | --------------- | --------------- | ------------- | ----- |
| 50 m stylem dowolnym      | 21.83    | Artem Selin                                                                                       | Niemcy          | 7 lipca 2019    | Kazań 2019    |       |
| 100 m stylem dowolnym     | 47.30    | David Popovici                                                                                    | Rumunia         | 8 lipca 2021    | Rzym 2021     |       |
| 200 m stylem dowolnym     | 1:45.26  | David Popovici                                                                                    | Rumunia         | 9 lipca 2021    | Rzym 2021     |       |
| 400 m stylem dowolnym     | 3:46,26  | Yannick Agnel                                                                                     | Francja         | 14 lipca 2010   | Helsinki 2010 |       |
| 800 m stylem dowolnym     | 7:51.20  | Yiğit Aslan                                                                                       | Turcja          | 11 lipca 2021   | Rzym 2021     |       |
| 1500 m stylem dowolnym    | 15:01.59 | Kirill Martynychev                                                                                | Rosja           | 4 lipca 2019    | Kazań 2019    |       |
| 50 m stylem grzbietowym   | 24.52    | Kliment Kolesnikov                                                                                | Rosja           | 7 lipca 2018    | Helsinki 2018 |       |
| 100 m stylem grzbietowym  | 53,52    | Klimient Kolesnikow Daniel Martin                                                                 | Rosja · Rumunia | 5 lipca 2018    | Helsinki 2018 |       |
| 200 m stylem grzbietowym  | 1:55,83  | Klimient Kolesnikow                                                                               | Rosja           | 7 lipca 2018    | Helsinki 2018 |       |
| 50 m stylem klasycznym    | 27,23    | Nicolò Martinenghi                                                                                | Włochy          | 9 lipca 2017    | Netanja 2017  |       |
| 100 m stylem klasycznym   | 59,23    | Nicolò Martinenghi                                                                                | Włochy          | 7 lipca 2017    | Netanja 2017  |       |
| 200 m stylem klasycznym   | 2:10,69  | Anton Czupkow                                                                                     | Rosja           | 23 czerwca 2015 | Baku 2015     |       |
| 50 m stylem motylkowym    | 23.48    | Noè Ponti                                                                                         | Szwajcaria      | 3 lipca 2019    | Kazań 2019    |       |
| 100 m stylem motylkowym   | 51,35    | Egor Kuimow                                                                                       | Rosja           | 2 lipca 2017    | Netanja 2017  |       |
| 200 m stylem motylkowym   | 1:53,79  | Kristóf Milák                                                                                     | Węgry           | 30 czerwca 2017 | Netanja 2017  |       |
| 200 m stylem zmiennym     | 1:59,17  | Thomas Dean                                                                                       | Wielka Brytania | 6 lipca 2018    | Helsinki 2018 |       |
| 400 m stylem zmiennym     | 4:14,65  | Siemien Makowicz                                                                                  | Rosja           | 14 lipca 2013   | Poznań 2013   |       |
| 4 × 100 m stylem dowolnym | 3:16,58  | Francesco Donin (48,97) Luca Leonardi (48,19) Fabio Gimondi (49,61) Stefano Pizzamiglio (49,81)   | Włochy          | 12 lipca 2009   | Praga 2009    |       |
| 4 × 200 m stylem dowolnym | 7:15,46  | Kristóf Milák (1:48,41) Nándor Németh (1:49,08) Richárd Márton (1:48,84) Balázs Holló (1:49,13)   | Węgry           | 30 czerwca 2017 | Netanja 2017  | [ 3 ] |
| 4 × 100 m stylem zmiennym | 3:35,24  | Thomas Ceccon (54,72) Nicolò Martinenghi (58,93) Federico Burdisso (52,69) Davide Nardini (48,90) | Włochy          | 2 lipca 2017    | Netanja 2017  | [ 4 ] |

### Kobiety
| Konkurencja               | Czas     | Zawodniczka                                                                                                 | Reprezentacja | Data            | Mistrzostwa           |       |
| ------------------------- | -------- | --- | ------------- | --------------- | --------------------- | ----- |
| 50 m stylem dowolnym      | 24.87    | Daria Tatarinova                                                                                            | Rosja         | 11 lipca 2021   | Hódmezővásárhely 2016 |       |
| 100 m stylem dowolnym     | 53,97    | Marrit Steenbergen                                                                                          | Holandia      | 24 czerwca 2015 | Baku 2015             |       |
| 200 m stylem dowolnym     | 1:57,85  | Isabel Gose                                                                                                 | Niemcy        | 6 lipca 2019    | Kazań 2019            |       |
| 400 m stylem dowolnym     | 4:05,89  | Ajna Késely                                                                                                 | Węgry         | 5 lipca 2018    | Helsinki 2018         |       |
| 800 m stylem dowolnym     | 8:21.91  | Merve Tuncel                                                                                                | Turcja        | 7 lipca 2021    | Rzym 2021             |       |
| 1500 m stylem dowolnym    | 15:55.23 | Merve Tuncel                                                                                                | Turcja        | 10 lipca 2021   | Rzym 2021             |       |
| 50 m stylem grzbietowym   | 27.82    | DarIa Vaskina                                                                                               | Rosja         | 5 lipca 2019    | Kazań 2019            |       |
| 100 m stylem grzbietowym  | 59,62    | Polina Jegorowa                                                                                             | Rosja         | 2 lipca 2017    | Netanja 2017          |       |
| 200 m stylem grzbietowym  | 2:08,97  | Polina Jegorowa                                                                                             | Rosja         | 29 czerwca 2017 | Netanja 2017          |       |
| 50 m stylem klasycznym    | 30,83    | Benedetta Pilato                                                                                            | Włochy        | 6 lipca 2021    | Rzym 2021             |       |
| 100 m stylem klasycznym   | 1:05,48  | Rūta Meilutytė                                                                                              | Litwa         | 14 lipca 2013   | Poznań 2013           |       |
| 200 m stylem klasycznym   | 2:23,06  | Marija Astaszkina                                                                                           | Rosja         | 25 czerwca 2015 | Baku 2015             |       |
| 50 m stylem motylkowym    | 26.14    | Evgenia Chikunova                                                                                           | Rosja         | 10 lipca 2021   | Rzym 2021             |       |
| 100 m stylem motylkowym   | 57.39    | Anastasiya Shkurdai                                                                                         | Białoruś      | 6 lipca 2019    | Kazań 2019            |       |
| 200 m stylem motylkowym   | 2:08.41  | Anastasiia Markova                                                                                          | Rosja         | 8 lipca 2021    | Rzym 2021             |       |
| 200 m stylem zmiennym     | 2:13,03  | Ilaria Cusinato                                                                                             | Włochy        | 10 lipca 2016   | Hódmezővásárhely 2016 |       |
| 400 m stylem zmiennym     | 4:40.64  | Alba Vazquez                                                                                                | Hiszpania     | 3 lipca 2019    | Kazań 2019            |       |
| 4 × 100 m stylem dowolnym | 3:40.10  | Daria Tatarinova (55.29) Daria Trofimova (54.61) Aleksandra Kurilkina (55.67) Daria Klepikova (54.53)       | Rosja         | 10 lipca 2021   | Rzym 2021             |       |
| 4 × 200 m stylem dowolnym | 7:58,99  | Fanni Gyurinovics (2:01,00) Janka Juhász (2:00,46) Petra Barocsai (2:00,25) Ajna Késely (1:57,28)           | Węgry         | 2 lipca 2017    | Netanja 2017          | [ 5 ] |
| 4 × 100 m stylem zmiennym | 4:02,48  | Daria Vaskina (1:00.50) Anastasia Makarova (1:07.86) Aleksandra Sabitova (58.27) Ekaterina Nikonova (55.20) | Rosja         | 5 lipca 2019    | Kazań 2019            |       |

### Sztafety mieszane
| Konkurencja               | Czas    | Zawodnik / Zawodniczka                                                                                            | Reprezentacja | Data         | Mistrzostwa   | Źródło |
| ------------------------- | ------- | --- | ------------- | ------------ | ------------- | ------ |
| 4 × 100 m stylem dowolnym | 3:28,43 | Rafael Miroslaw (49.54) Artem Selin (49.49) Maya Tobehn (54.98) Isabel Marie Gose (54.42)                         | Niemcy        | 4 lipca 2019 | Rzym 2021     |        |
| 4 × 100 m stylem zmiennym | 3:47,99 | Darja Waskina (1:00,15) Władisław Gierasimienko (1:00,90) Andriej Minakow (52,00) Jelizawieta Klewanowicz (54,94) | Rosja         | 7 lipca 2018 | Helsinki 2018 | [ 6 ]  |